# Cayo Fabio Píctor
Cayo o Gayo Fabio Píctor  fue un magistrado romano hijo del artista del mismo nombre Cayo Fabio Píctor.
Fue cónsul en el año 269 a. C. junto con Quinto Ogulnio Galo. Ese año va a empezar una guerra contra los picentinos, que no terminará hasta el año siguiente. Durante su consulado se va a acuñar por vez primera plata en Roma.